# Тимошин, Вячеслав Фёдорович
Вячеслав Фёдорович Тимошин (27 марта 1929, Астрахань — 8 октября 2006, Санкт-Петербург) — советский и российский артист оперетты, народный артист РСФСР (1980).

## Биография
Вячеслав Фёдорович Тимошин родился 27 марта 1929 года в Астрахани. В 1950 году окончил Астраханский педагогический институт. С 1951 года солист армейских ансамблей песни и пляски.
В 1956—2006 годах солист Ленинградского театра музыкальной комедии, где исполнил более 50 партий. 
Умер 8 октября 2006 года, похоронен на Смоленском православном кладбище Санкт-Петербурга.

## Семья
- Первая жена — актриса Татьяна Львовна Пилецкая (урожд. Татьяна Людвиговна Урлауб; род. 1928), народная артистка России[2].
- Вторая жена — певица и актриса Людмила Петровна Сенчина (1950—2018), народная артистка России. Ради этого брака Тимошин развёлся с первой женой. Брак продлился около десяти лет (с 1970 до конца 1970-х)[3].
  - Сын — Вячеслав Вячеславович Тимошин (род. 1973). Учился на филфаке Ленинградского университета, увлекался рок-музыкой, некоторое время выступал в рок-группе «17 пилотов в огне». Живёт в США, занимается недвижимостью, работает страховым агентом[4][5].

## Награды и премии
- Заслуженный артист РСФСР (15.08.1963)[6].
- Народный артист РСФСР (29.04.1980).

## Работы в театре
- 1956, 1971 — «Роз-Мари» Р. Фримля и Г. Стотхарта — Джим Кенион
- 1956 — «Мистер Икс» И. Кальмана — Мистер Икс
- 1956 — «Белая акация» И. Дунаевского — Костя Куприянов
- 1957 — «Поцелуй Чаниты» Ю. Милютина — Пабло
- 1958, 1976 — «Фиалка Монмартра» И. Кальмана — Рауль
- 1959 — «Левша» А. Новикова — Левша
- 1960 — «Цыганская любовь» Ф. Легара — Шандор и Ласло
- 1961, 1973 — «Севастопольский вальс» К. Листова — Аверин
- 1963 — «Герцогиня Герольштейнская» Ж. Оффенбаха — Браун
- 1964 — «Сердце балтийца» («Пять минут на размышление») К. Листова — Селиванов
- 1964 — «Сто чертей и одна девушка» Т. Хренникова — Агафон
- 1966 — «Баядера» И. Кальмана — Раджами
- 1967 — «Королевская ложа» Т. Добжанского — Простой парень Жан и король карликового государства
- 1967 — «Восемнадцать лет» В. Соловьёва-Седого — Лёша
- 1969 — «Королева чардаша» И. Кальмана — Эдвин
- 1970 — «Венские встречи» И. Штрауса — принц Роберто
- 1971 — «Ночной незнакомец» В. Дмитриева — Володя
- 1972 — «Весёлая вдова» Ф. Легара — граф Данило
- 1973 — «Свадьба Кречинского» А. Колкера — Нелькин
- 1974 — «Ах, эта прекрасная оперетта!»
- 1977 — «Дело» А. Колкера — Князь
- 1978 — «Иоганн Штраус — король вальса»
- 1979 — «Разбитое зеркало, или Новая опера нищих» А. Журбина — Мэкхит
- 1980 — «Марица» И. Кальмана — Тасилло
- 1981 — «Летучая мышь» И. Штрауса — Генрих Айзенштейн
- 1981 — «Вольный ветер» И. Дунаевского — Янко
- 1982 — «На рассвете» О. Сандлера — Григорий Котовский

## Фильмография

### Актёр
- 1969 — Королевская ложа — Жан
- 1974 — Свадьба Кречинского — Владимир Дмитриевич Нелькин

### Вокал
- 1979 — Летучая мышь — князь Орловский (роль Юрия Васильева)